# Trygonorrhina fasciata
Trygonorrhina fasciata és un peix de la família dels rinobàtids i de l'ordre dels rajiformes.

## Morfologia
Pot arribar als 126 cm de llargària total i als 6.700 g de pes.

## Alimentació
Menja mol·luscs i altres invertebrats.

## Distribució geogràfica
Es troba a les costes d'Austràlia.